# 乾布摩擦

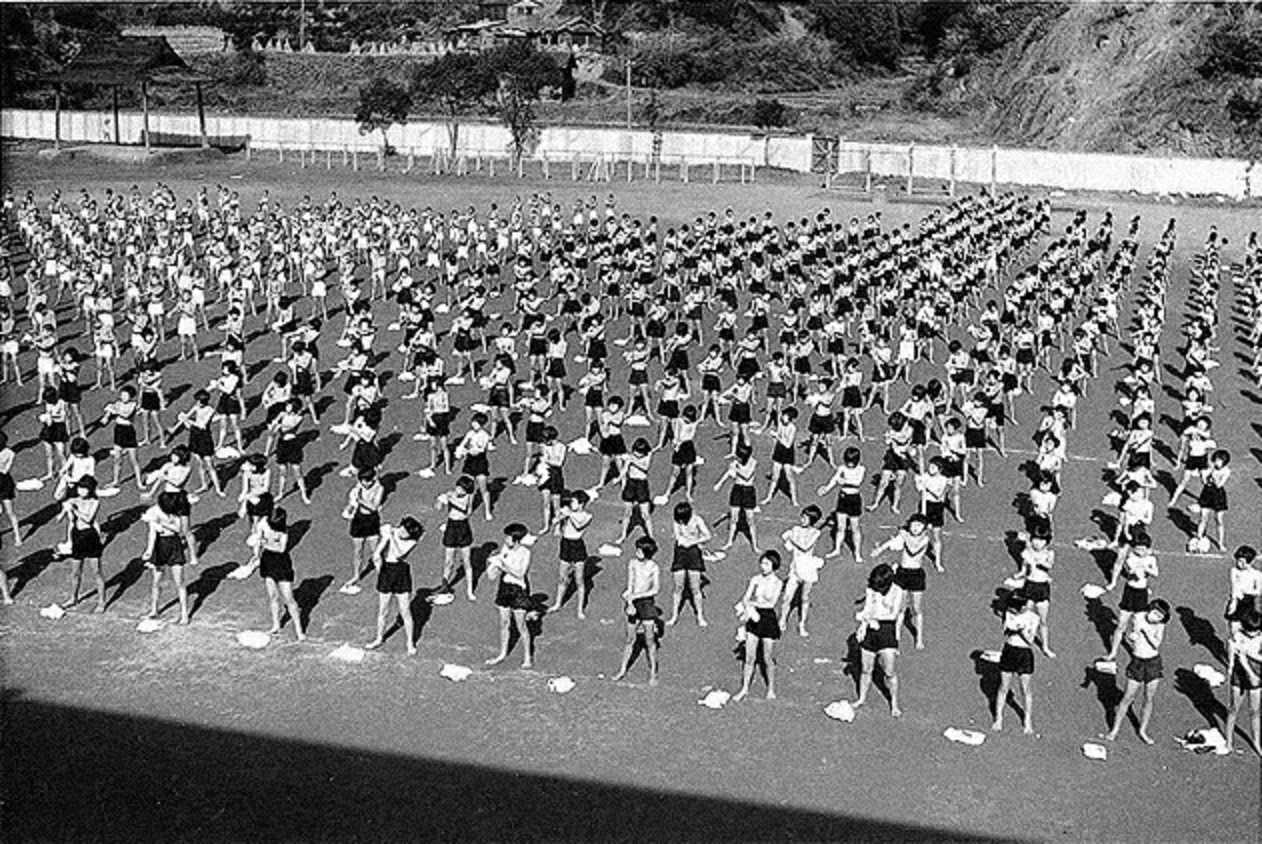
乾布摩擦をする国民学校の生徒たち（1941年10月 宮崎県延岡市）

乾布摩擦（かんぷまさつ）とは、肌を乾いたタオルなどで直接こする代替医療・民間医療（健康法）の一つ。自律神経鍛錬、体力向上、風邪予防、免疫力を上げる、などとメリットを謳っている。東洋医学では皮膚は肺に通ずと言われており、皮膚刺激で肺および免疫力が強くなるという理屈になる。健康によいというエビデンスを示した学術的研究は乏しい。やり過ぎると皮膚炎を起こすといわれている。「寒風摩擦」（かんぷうまさつ）と誤記されることもある。

## 概要
基本的な格好は上半身裸ですることが多い。
末梢からの皮膚への刺激が延髄を介し、迷走神経に影響を及ぼし、自律神経の働きを高めると謳う民間療法。気管支喘息発作予防や皮膚鍛練法として有用だという主張もある。その作用機序には、鍼灸治療の効果の一因とされる、軸索反射や体性-内臓反射が関わっているという説が唱えられている。
特別な器具を用いないため手軽で、日本では広く民間療法として知られている。アーユルヴェーダのガルシャナ（サンスクリット語で「摩擦」）が起源との説もあり、それによれば絹製品を用いると特に効果が高いとうたっている。
日本ではかつて風邪の予防法として、小学校・中学校・幼稚園・保育園・老人福祉施設などで行われることもあった。そのため、冬との関連を連想して「寒風摩擦（かんぷうまさつ）」と誤記されやすい。

## 歴史
日本では太平洋戦争前に園や小学校に導入されたのが始まりとされ、1980年代をピークに全国区規模で健康法として広まったが、不審者出没に不安を持つ保護者や、時流で体罰や児童虐待と取られかねないことに加え、裸になる児童個々の心や健康を鑑み、主体性を伸ばす時間に充てる風潮へと時代が代わり、一部自治体では徐々に廃れつつある。例として『丹波新聞』が情報収集したところ、兵庫県丹波篠山市では1989年（平成元年）に乾布摩擦をしていたという最後の記録が残るが、このころを境に姿を消していったとされ、2020年（令和2年）時点ではすべての小学校、保育園や幼稚園で行っていない状態であった。

## 注意
乾布摩擦は、角層や皮膚組織を傷つけ、むしろ皮膚炎を起こすということが確認されている。皮膚にかゆみがある場合、乾布摩擦はかゆみを増悪させる。特に乾皮症や皮膚掻痒症など皮膚疾患を持っている場合は厳禁である。アトピー性皮膚炎がある場合も、乾布摩擦を行なってはいけない。